# Серафим (Бонь)
Митрополит Серафим (в миру Федір Бонь; нар.. 1959, Закарпатська область, Українська РСР) — єпископ грецької старостильної Істинно-православної церкви (Синод Кирика); митрополит Київський і всієї Русі (з 2008).

## Біографія
Народився в 1959 році в Закарпатті в сім'ї карпатських русинів. «Я ж у МП був до 20 років. І вже ходив Псалтир читати по небіжчикам і за здоров'я. У мами був тільки переписаний вручну» .
У 1974 році познайомився з ієромонахом Мелетієм (Русчаком), постриженником Святої Гори Афон, і виріс під його духовним керівництвом.
Після скоєного 1981 року в день святий мучениці Юліанії хрещення, ієромонах Мелетій не благословив молодій людині відвідувати храми Російської православної церкви. Триваючі близько 30 років пошуки законної ієрархії, в останній рік життя ієромонаха Мелетія були затьмарені тим, що 1983 року, будучи введеним в оману лже-єпископом Геннадієм Секачем, він в останні три місяці свого життя він визнав Геннадія як законного архієрея.
У лютому 1983 року Федір Бонь був пострижений в чернецтво з ім'ям Серафим і в юрисдикції секачевців був висвячений в сан ієродиякона та ієромонаха. Свято-Пантелеймонівський монастир у Закарпатті, після смерті засновника ієромонаха Мелетія (†30 вересня 1983 року), перейшов під духовне керівництво ієромонаха Серафима.
У 1992 році відбулася зустріч ієромонаха Серафима зі старцем Єпіфанієм (Черновим), внаслідок якого ієромонах відмовився від священства, прийнятого в юрисдикції секачевців, і написав прохання до Синоду ІСЦ Греції про прийняття його як мирянина до Істинно-Православної Церкви Греції. Після кончини старця Єпіфанія, з 1995 року Федір Бонь перебував під духовним керівництвом митрополита Месогейського Кирика (Кондоянніса), який здійснив над ним чернечий постриг, а 2 (15) листопада 1997 року, в річницю смерті ієромонаха Єпіфанія (Чернова) († 1994), митрополит Кирик хіротонізований ієродияконом Серафимом у сан ієромонаха.
У 2002 році громадами Російської катакомбної церкви ієромонах Серафим був обраний кандидатом на єпископа. 12 (25) травня 2008, в храмі святої преподобної Ксенії в Лімасолі, в день пам'яті святого Єпіфанія Кіпрського, який припав на Тиждень Самарянина, митрополит Месогейський Кирик, єпископ Вранчський Геронтій (Унгуряну) (ІСЦ Румунії) та єпископ Кенійський Матфей (Мурокі) (ІСЦ Кенії) здійснили архієрейську хіротонію архімандрита Серафима на єпископа Київського.